# سان پدرو لا لگونا
سان پدرو لا لگونا (به اسپانیایی: San Pedro La Laguna) یک منطقهٔ مسکونی در گواتمالا است که در Sololá Department واقع شده‌است. سان پدرو لا لگونا ۹٬۰۳۴ نفر جمعیت دارد و ۱٬۶۱۰ متر بالاتر از سطح دریا واقع شده‌است.